# Dichobunidae
Os Dicobunídeos (Dichobunidae) são a mais primitiva das famílias de Cetartiodactyla. Aqui estão provisoriamente considerados em seu sentido mais amplo incluindo diversas subfamílias que podem na verdade ter status de família. Pertencem aos Dichobunoidea.
Os Hyperdichobuninae podem ser a fonte dos Xiphodontidae e Amphimerycidae europeus.

## Taxonomia da Família Dichobunidae
- Consulte o verbete Dichobunoidea